# Тревіоло
Тревіоло (італ. Treviolo) — муніципалітет в Італії, у регіоні Ломбардія, провінція Бергамо.
Тревіоло розташоване на відстані близько 480 км на північний захід від Рима, 45 км на північний схід від Мілана, 5 км на південний захід від Бергамо.
Населення — 10 614 осіб (2014).
Щорічний фестиваль відбувається 23 квітня. Покровитель — святий Юрій.

## Демографія
Населення за роками:

Станом на 1 січня 2023 року в муніципалітеті офіційно проживало 685 іноземців з 69 країн, серед них 119 громадян країн Євросоюзу та 23 громадяни України.

## Сусідні муніципалітети
- Бергамо
- Бонате-Сопра
- Бонате-Сотто
- Курно
- Дальміне
- Лалліо